# Restaurang Cassi

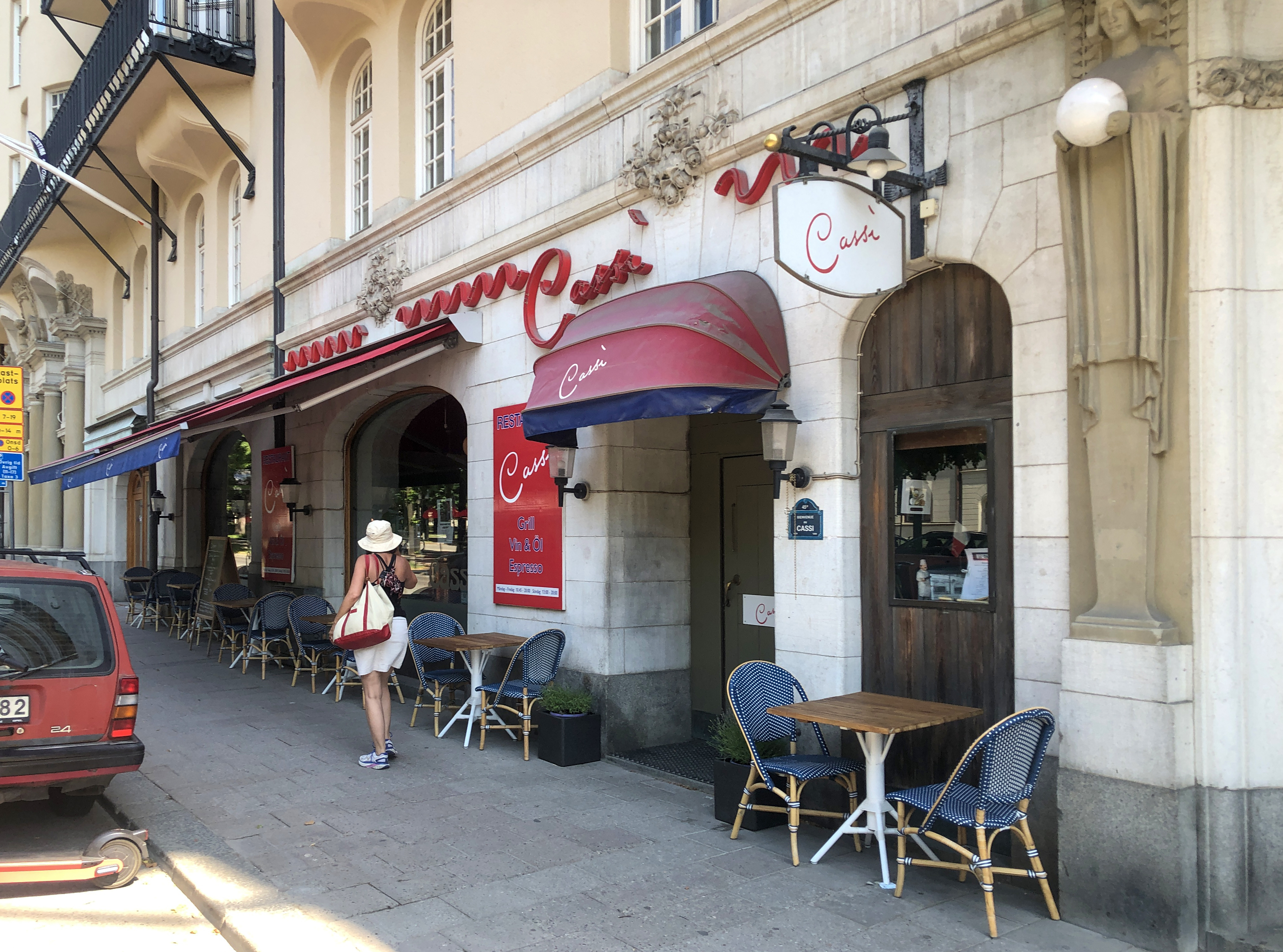
Cassi

Cassi är en restaurang på Narvavägen 30 på Östermalm i Stockholm.
Restaurangen öppnade i december 1954 i gatuplan i de Bocanderska husen. Köket var franskt, och på grillen lagades bland annat kalvschnitzel och entrecôte med pommes frites vilket var något av en nyhet i staden. Man tillämpade redan från start brickservering. I köket stod den franskfödde kocken Yves Fitoussy, vilken 1970 själv tog över verksamheten. Närheten till Radio- och TV-huset gjorde kvarterskrogen mycket populär i media-kretsar.
Cassi drivs sedan 1990 vidare av nästa generation i familjen Fitoussy enligt samma koncept. Inredningen är i stort sett oförändrad sedan 1970-talet, och på matsedeln förändras med stor försiktighet. 